# Dürnleis
Dürnleis ist eine Ortschaft und eine Katastralgemeinde in der Marktgemeinde Nappersdorf-Kammersdorf im Bezirk Hollabrunn in Niederösterreich. Die Ortschaft hat 176 Einwohner (Stand 1. Jänner 2024). Bis Ende 1970 war Dürnleis eine eigenständige Gemeinde.

## Geografie
Das Dorf befindet sich zwischen Kleinweikersdorf und Kammersdorf an der Landesstraße L35, erstreckt sich von dort nach Norden und wird von Dürnleiser Graben durchflossen, der beim nördlichen Ortsende den Haslacher Graben aufnimmt.

## Geschichte
Im Jahr 1822 wurde der Ort als Dorf mit 67 Häusern genannt, das nach Kammersdorf eingepfarrt war, wohin auch die Kinder eingeschult wurden. Die Herrschaft Kadolz besaß die Ortsobrigkeit, übte die Landgerichtsbarkeit aus, besorgte die Konskription und hatte die Grundherrschaft inne.
Laut Adressbuch von Österreich waren im Jahr 1938 in der Ortsgemeinde Dürnleis ein Bäcker, ein Gastwirt, zwei Gemischtwarenhändler, eine Milchgenossenschaft, ein Schmied, zwei Schuster, eine Viktualien- und Zuckerwarenhandlung und einige Landwirte ansässig.
Mit 1. Jänner 1971 wurden im Zuge der Niederösterreichischen Kommunalstrukturverbesserung die bis dahin selbständigen Gemeinden Dürnleis, Kammersdorf und Nappersdorf zu Nappersdorf-Kammersdorf fusioniert.